# Caseta de l'Alzina
La Caseta de l'Alzina és una masia situada al poble de Lladurs, municipi del mateix nom, al Solsonès.